# Симфонія № 5 (Онеґґер)
Симфонія № 5 Артура Онеґґера, що має назву «di tre re» (симфонія трьох ре), написана 1950 року і вперше виконана 9 березня 1951 року в Бостоні під орудою Шарля Мюнша.
Складається з трьох частин:
1. Grave
2. Allegretto
3. Allegro marcato

Тривалість — до 24 хвилин.